# Anisotome haastii
Anisotome haastii är en flockblommig växtart som beskrevs av Leonard C. Cockayne och Robert Malcolm Laing. Anisotome haastii ingår i släktet Anisotome och familjen flockblommiga växter. Inga underarter finns listade i Catalogue of Life.